# نبسا (اش)
نبسا (به چکی: Nebesa) یک منطقهٔ مسکونی در جمهوری چک است که در Aš واقع شده‌است. نبسا ۱۳ نفر جمعیت دارد.